# Camillo Filippi

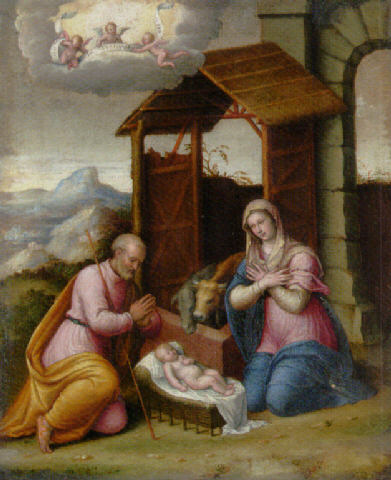
Christi Geburt.

Camillo Filippi (* ca. 1500 in Ferrara; † 1574 ebenda) war ein italienischer manieristischer Maler.

## Biografie
Camillo ist der Sohn des ebenfalls als Maler tätigen Sebastiano Filippi des Älteren und begann seine Karriere als Schüler von Battista Dossi und Girolamo da Carpi. Gemeinsam mit letzterem arbeitete er an der Dekoration der Delizia di Belriguardo in Voghiera. Bei diesem Projekt traf er mit anderen Künstlern wie Biagio Pupini und Garofalo zusammen, die einen starken Einfluss auf den jungen Filippi hatten. 
Filippis jugendlicher Stil kommt dem seiner Meister sehr nahe, das heißt, er ist von einem starken Raffaelismus geprägt, der manchmal zu wörtlich genommen wird. Er setzte seine Zusammenarbeit mit Girolamo bei verschiedenen dekorativen Werken fort, wie zum Beispiel im Castello Estense in Ferrara (1541 und 1548), in der Residenza della Montagnola in Copparo (1545, zerstört) oder später im Palazzo Fabiani Freguglia in Ferrara. 
Zusammen mit Garofalo schuf er die Entwürfe für die Wandteppiche der Kathedrale von Ferrara, welche Szenen aus dem Leben der Heiligen Georg und Maurelius darstellen. In all diesen Jahren war sein Stil etwas verwaschen und eintönig. In der Schlussphase seiner Karriere erlebte jedoch seine Kunst eine Wiederbelebung durch den Einfluss seines Sohnes Sebastiano Filippi, bekannt als Bastianino, einem Künstler, der viel begabter war als sein eigener Vater. Die Rückkehr des letzteren aus Rom im Jahr 1553 bedeutete eine Erneuerung der bis dahin von seinem Vater verwendeten Referenzen, der von nun an für das Werk von Künstlern wie Michelangelo, Giorgio Vasari, Girolamo Siciolante da Sermoneta und Francesco Salviati empfänglich war, deren Werke er dank eines Aufenthalts in Bologna kennenlernte.
Camillo hat einen weiteren Sohn Cesare Filippi, der als Maler tätig war und dem bis vor kurzem die Predella mit der Enthauptung von Papst Sixtus II. zugeschrieben wurde, die zum Altarbild von San Barnaba, einem Werk seines Vaters, gehörte.

## Werke
- Taufe Christi (Accademia Concordi, Rovigo)
- Auferstehung mit Heiligen (1550, Pinacoteca Nazionale di Ferrara)
- Predella: Enthauptung von Papst Sixtus II. (Privatsammlung)
- Szenen aus dem Leben der Heiligen Georg und Maurelio (Kathedrale von Ferrara), Tapisserieentwurf, gemeinsame Arbeit mit Garofalo.
- Fresken im Palazzo Fabiani Freguglia (Ferrara)
- Anbetung der Heiligen Drei Könige (ca. 1560, San Antonio, Polesine)
- Verkündigung (Santa Maria in Vado, Ferrara)